# ポケットモンスター ミュウツー! 我ハココニ在リ

『ポケットモンスター ミュウツー! 我ハココニ在リ MEWTWO SAGA』（ポケットモンスター ミュウツー! ワレハココニアリ ミュウツーサーガ）は、2000年12月30日にテレビで放送された『ポケットモンスター』の年末特番作品。オープニングアニメーションでは、タイトルロゴが表示された際に「特別企画」という文章が追加されている。CS放送キッズステーションでは「特別企画」という文章が追加されていない。

## 概要
『劇場版ポケットモンスター ミュウツーの逆襲』の続編という位置づけで作られた長編作品で、映画のテーマであった「自分と言うものの存在意義」について1つの解答がなされる。脚本も劇場版と同じく首藤剛志が担当している。2001年7月7日にDVDで、8月29日にVHSで発売。後に『週刊ポケモン放送局』、『キッズステーション』でも3部に分けて放送された。アメリカでは2001年12月4日に『Pokémon: Mewtwo Returns』のタイトルでDVDが発売された。
翌年の2001年12月30日には年末特番第2弾『ポケットモンスタークリスタル ライコウ雷の伝説』が放送されている。
本作の放映時は、オープニング・エンディングのアニメーションや一部シーンを除いてテレビシリーズはセル画で制作されていたが、本作は本編全てがデジタルで制作されている（後にテレビシリーズも第262話からデジタル制作となる）。
外伝作に近い形だが、キッズステーションでの金銀編再放送では179話と180話の間に入る形で、分割される形で本編内の話数に組み込まれる形で再放送が行われている。この形式は『特別編 最強メガシンカ』でも見られる。
2019年7月にて『ミュウツーの逆襲 EVOLTION』公開を記念に、コミカライズ版が発売。

## あらすじ
『ミュウツーの逆襲』にて、コピーポケモンたちを連れて旅立ったミュウツーは、ピュアーズロックという絶壁の台地の頂上に居を構え、コピーポケモンたちと共に平和に暮らしていた。しかし、ミュウツーは未だに「自分が誰なのか」という自問に答えを出せずにいた。そのため、ピュアーズロックという秘境にひっそりと暮らし、コピー以外の存在とは関わりを断っていた。
一方、旅の途中でピュアーズロックの麓に差し掛かったサトシ一行は唯一の運行バスに乗り遅れてしまい、山の麓で宿屋を営む女性ルナに出会って彼女の宿に泊めてもらうことに。その翌日、ルナからピュアーズロックやピュアーズロックの周辺を流れるピュア川の水についてサトシたちが話を聞いていると、ピュア川の水の調査に訪れた医学博士のペニシリーナとその助手・ドミノが一晩泊めてくれないかとルナの宿屋を訪れた。
川の水を調査させてほしいというペニシリーナの申し出を聞いた途端、ルナは表情を曇らせる。実は彼女は自然学者でもあり、ピュア川の水を調査する事でその近辺の自然が壊されてしまうのではないかと懸念していたのだった。
その時ロケット団がサトシたちの前に現れ、ピカチュウを連れて行ってしまう。ルナやペニシリーナたちと共にロケット団の気球を追い、何とか追いついたサトシたち。ところがそのとき、一行に同行していたドミノが突然サトシたち諸共ロケット団の気球を撃ち落し、自身は小型ロケットで飛び去ってしまう。実はドミノはロケット団の団員で、サカキの命令を受けてミュウツーの行方を捜していたのだ。ピュアーズロックの頂上にミュウツーの姿を発見したという知らせを受けたサカキは、ミュウツーとコピーポケモンたちを捕えるべく、ピュアーズロックへと向かう。
ロケット団と共にピュアーズロックの頂上へ落下したピカチュウはそこでコピーピカチュウやミュウツーと再会する。外部の者たちの接近により、ピュアーズロックの平和な生活も長くはないことをコピーたちは悟る。オリジナルとコピーの争いを繰り返さないために、あくまでピュアーズロックにとどまろうとするミュウツーに対し、コピーピカチュウを筆頭とする一派は外の広い世界に行きていくことを主張し独立する。
ミュウツーはロケット団が近づいている事を察知し、コピーポケモンたちを逃がそうとする。しかしポケモンたちを完全に逃がしきれないうちにロケット団が到着、ミュウツーは取り残されたコピーポケモンたちを人質に取られ、やむなくサカキに囚われてしまう。一方、ピュアーズロックの頂上にあるピュア川の源泉・クリア湖の小島に落下したサトシやルナたちは、ピカチュウを探すうち、ピュア川の水の源泉である、生命に必要な成分を完璧なバランスで含むという湖にたどり着いていたが、そこへドミノたちが現れ、サトシたちは小島に住むコピーポケモンたちと共に捕獲リングによって捕まってしまう。
ミュウツーを手中に収める事に成功したサカキはクリア湖の小島に目をつけ、その島にロケット団の秘密基地を建てようとする。だが、自然を破壊するその行動に周辺の虫ポケモン達が反発し、大量に集まって妨害を加える。サトシたちも牢屋から脱出し、ミュウツーを捕らえる装置を破壊する。しかし、ミュウツーは装置に無理に抗ったことで、瀕死の重症を負ってしまう。サトシはミュウツーを抱え、源泉湖に彼を投げ入れる。その水の中で傷が癒やされるのを感じたミュウツーは、「自分が何者なのかはわからないが、この水で癒やされるということは、他の生き物と同じ体を持っており、少なくともこの星に生きていていい生き物のはずだ」と悟る。
復活したミュウツーは、ロケット団を転移させ、記憶を奪う。さらに、湖を地下に隠し、外部のものが侵略できないように計らう。ミュウツーたちコピーポケモンはサトシたちと共に外界へと旅立ち、どこかへと消えていく。
しばらくして、大都会の人混みを歩いていたサトシは、何者かに話しかけられたような気がして振り返る。そんなサトシを、摩天楼の上からミュウツーが見つめていた。彼は人目を避けながらも、たくさんの人やポケモンのいる大都会で生き続けているかも知れないという都市伝説として語られる存在になっていた。

## 登場人物・キャスト
物語の冒頭には『ミュウツーの逆襲』の映像が流用されているため、ドクトル・フジ博士、ウミオ、ソラオ、スイートが登場するが、本編には登場しない。

### レギュラーキャラクター
詳細は個別記事かアニメ版ポケットモンスターの登場人物を参照。
サトシ
声 - 松本梨香
本作の主人公。過去に1度ミュウツーたちコピーポケモンに会っているが、記憶を消されたため全く覚えていない。
ピカチュウ
声 - 大谷育江
サトシの最初のポケモン。サトシ同様過去にミュウツー達コピーポケモンに会っているが、記憶を消されたためそのときのことを覚えていない。
カスミ
声 - 飯塚雅弓
ハナダシティジムの美人4姉妹の末っ子。
タケシ
声 - うえだゆうじ
世界一のポケモンブリーダーを目指す少年。
トゲピー
声 - こおろぎさとみ
カスミが所持するポケモン。
ムサシ
声 - 林原めぐみ
ロケット団の一員。
コジロウ
声 - 三木眞一郎
ロケット団の一員。
ニャース
声 - 犬山イヌコ
ロケット団の一員。2足歩行して人間の言葉を喋る珍しいポケモン。本作では彼の通訳が大きな役割を担うことになる。

サトシのポケモンたち
フシギダネ
声 - 林原めぐみ
チコリータと共に船を作ったり、ミュウツーを運ぶのに協力する。
チコリータ
声 - かないみか

カスミのポケモンたち
ヒトデマン
声 - 三木眞一郎
ニョロゾ
声 - 三木眞一郎
トサキント
声 - 大谷育江

タケシのポケモンたち
イワーク
声 - 石塚運昇
イシツブテ
声 - 三木眞一郎
ゴルバット
声 - 三木眞一郎
クヌギダマ
声 - 石塚運昇

ムサシのポケモン
ソーナンス
声 - うえだゆうじ

ナレーション
声 - 石塚運昇

### ゲストキャラクター
ドミノ
声 - 三石琴乃
本作のゲスト悪役。ロケット団のエリート女性団員。ロケット団のAクラスナンバー009で、身のこなしに優れ演技力も高い。「黒いチューリップ」を自称し、ポケモンの代わりに武器として黒いチューリップを携えている。かなり傲慢な性格で、同じロケット団だが下っ端のムサシたち3人組を徹底的に貶していた。ミュウツーを捕獲すべく、ペニシリーナの助手を装いピュアーズロックへと向かう。
ペニシリーナ
声 - 小山力也
医学博士の男性。ピュアーズロックに湧く不思議な水を研究している。ピュア河の源泉であるクリア湖を調べるためピュアズロックを訪れ、事件に巻き込まれる。その後、研究を続けるためピュアーズロックに残る。
ルナ・カーソン
声 - 久川綾
バス停留所にある宿屋の経営者。同時に自然学者でもある。ルカ・カーソンの妹。
ルカ・カーソン
声 - 冬馬由美
ピュアーズロックを渡るバスの運転手を務める。ルナ・カーソンの姉。

### その他
ミュウツー
声 - 市村正親（特別出演）
ミュウの遺伝子で作られた非常に強力なポケモン。かつては自らの存在意義に強く悩んだ果てに自分を生みだした人間への逆襲を画策したが、体を張ってそれを止めたサトシの行動を見て心境が変化し、考えを改めた。現在はコピーポケモンたちと共にクリア湖の小島でひっそりと暮らしている。以前に比べいくらか穏やかになっているが、どこか虚無的で哀しげ、人間嫌いな雰囲気は健在。
サカキ
声 - 鈴置洋孝
本作の悪役。ロケット団のボス。かつてミュウツーを手中にしていたことがあり、再び彼を手に入れるべくピュアーズロックを訪れる。詳細はロケット団 (アニメポケットモンスター)#サカキの項を参照。
コピーピカチュウ
声 - 林原めぐみ
サトシのピカチュウをベースに生み出されたコピーポケモン。オリジナルより若干気性が荒いが本性は繊細で涙もろい。コピーという理由で人目を避けて生活することに疑問を感じており、自由を渇望している。
コピーニャース
声 - 新谷真弓
ロケット団のニャースをベースに生み出されたコピーポケモン。オリジナルより若干のんびりした性格で、人語も話せない。
コピーフシギバナ
フシギダネツーをベースに生み出されたコピーポケモン。
コピーカメックス
ゼニガメツーをベースに生み出されたコピーポケモン。
コピーリザードン
ヒトカゲツーをベースに生み出されたコピーポケモン。
コピーニドクイン
ニドクインをベースに生み出されたコピーポケモン。クリア湖で自分そっくりの子供を育てていた（コミカライズ版ではニドラン♀の外見をしている）。
コピーサイホーン
サイホーンをベースに生み出されたコピーポケモン。クリア湖で自分そっくりの子供を育てていた。

## 用語
ピュアーズロック
アニメ設定のジョウト地方に存在する断崖絶壁の大渓谷(オーストラリアに実在するエアーズロックをモチーフにしていると思われる)。地形と気流の関係で天候は乱れており、雨が降れば土砂降りと土砂崩れが発生し、風が吹けば風速40メートル（ほとんど台風）になり竜巻も起こる。そのため、人が訪れることは滅多にない。また、いつも雲が覆っており、晴れることも珍しい。鳥瞰すると、ドーナツのような絶壁が手つかずの大自然を囲み、その中央にクリア湖が存在する。1週間をかけて大渓谷の脇を通って行き来する連絡バスがある。
クリア湖
ピュア河の源泉である湖。生物に必要な成分がとても多く含まれている。ピュアーズロックの中央に位置し、そこから流れ出る水が地下を通ってピュア河へと流れ込んでいる。
ピュア河
ピュアーズロックの周りを流れる河。美しく美味しい水であるため、むしタイプのポケモンなど多種類のポケモンが川辺に生息する。

## スタッフ
- 原案 - 田尻智
- スーパーバイザー - 石原恒和
- アソシエイトプロデューサー - 吉川兆二
- アニメーション監修 - 小田部羊一
- 企画 - 岩田圭介 (テレビ東京)、川口孝司、久保雅一
- 総監督 - 湯山邦彦
- 監督 - 日高政光
- 脚本 - 首藤剛志
- 絵コンテ・演出 - 深沢幸司、井硲清高、浅田裕二
- キャラクター原案 - 杉森建、藤原基史、森元茂樹、吉田宏信、太田敏、西田敦子、斎藤むねお、吉川玲奈
- キャラクターデザイン・総作画監督 - 一石小百合
- 作画監督 - 一石小百合、玉川明洋、岩根雅明
- 美術監督 - 金村勝義
- 色彩設計 - 吉野記通
- 撮影監督 - 水谷貴哉
- 編集 - 辺見俊夫
- 音楽 - 宮崎慎二
- 音響監督 - 三間雅文
- 音楽プロデューサー - 吉田隆
- 音楽協力 - テレビ東京ミュージック
- 協力 - ジェイアール東日本企画
- 番組宣伝 - 走尾奈美絵 (テレビ東京)
- アニメーションプロデューサー - 神田修吉
- プロデューサー - 岩田牧子（テレビ東京）、柳沢隆行、盛武源
- 設定協力 - 陣内弘之、川村久仁美、野本岳志
- 一部原曲・作曲 - 増田順一、一之瀬剛、青木森一
- キャスティング協力 - 81プロデュース
- 原画 - 岩根雅明、沢田正人、玉川明洋、千羽由利子、吉岡　勝、小菅和久、秋元勇一、松本丈寛、中田雅夫、斉藤英子、岩田　修、野武洋行、和田高明、小曽根孝夫、水野悦明、細山正樹
- 動画チェック - 榎本富士香、斎藤徳明
- 動画 - 吉田伊久雄、二宮壮史、植竹貴子、亀井大祐、田島瑞穂、栗林美季、板垣　敦、辻村佳子、渡辺淳子、宮崎大輔、百美寿香、笠間陽子、柘植　孝、斉藤友希、福永朱里、御園彩子、アニメワールド大阪、スノーライトスタッフ
- 色指定・検査 - 大関たつ枝
- 特殊効果 - 太田憲之
- 仕上げ - OLMデジタル、清水真美、高村俊子、川崎亜矢、中沢賢宏、平間美幸、鈴木仁美、佐藤　直、枝野友美、大瀧　隼、荒井未来、山口景子、塚田真由美、中川裕美、領家　梢
- 背景 - スタジオじゃっく、西倉　力、今野麻美、藤野真木子、加藤幸子、米村智子、上原敦子
- コンポジット - OLMデジタル、茶谷美子、山本和行、中島裕子、清野良子、池田新助、泉山裕介
- デジタルマネージャー - 大竹研次
- エンディングCG - OLMデジタル
- テロップ - マキ・プロ
- 編集助手 - 板部浩章
- ビデオ編集 - イマジカ、金沢直樹、内藤　亮
- 音響プロデューサー - 南沢道義、西名　武
- 音響制作デスク - 中村明子
- 録音調整 - 平野延平
- 録音助手 - なしもとりょうこ
- 効果 - 神保大介
- 音響制作 - HALF H・P STUDIO
- 制作進行 - 井上たかし、伴武彦、白井賢志
- アニメーション協力 - OLM TEAM WASAKI
- 設定管理 - 亀谷友康
- アシスタントプロデューサー - 福田剛士
- アニメーション制作 - OLM TEAM OTA
- 制作担当 - 太田昌二、和崎伸之
- 製作 - TV TOKYO、MEDIANET、小学館プロダクション

## 主題歌
- オープニングテーマ『OK!』
  - 歌 - 松本梨香 / 作詞 - 戸田昭吾 / 作曲・編曲 - たなかひろかず
- エンディングテーマ『ぼくのベストフレンドへ』 
  - 歌 - 岩崎宏美 / 作詞 - 川村久仁美 / 作曲・編曲 - たなかひろかず
  - 協力 - インペリアルレコード、ピカチュウレコード（メディアファクトリー）

エンディングテーマは二番も流された。エンディングアニメーションもTVサイズのものに本作のアニメーション（ダイジェスト）を使用されている。